# Tượng đài Wikipedia
Tượng đài Wikipedia (tiếng Ba Lan: Pomnik Wikipedii), nằm ở Słubice, Ba Lan, là một bức tượng được thiết kế bởi nhà điêu khắc người Armenia Mihran Hakobyan để vinh danh những người đóng góp Wikipedia. Nó đã được công bố tại Quảng trường Frankfurt (Plac Frankfurcki) vào ngày 22 tháng 10 năm 2014 trong một buổi lễ bao gồm các đại diện từ cả hai Chương Wikimedia và Quỹ Wikimedia.

## Miêu tả
Tượng đài mô tả bốn nhân vật khỏa thân đang giữ trên một quả địa cầu hình ảnh của logo Wikipedia, cao hơn 2 mét (6 ft 7 in)  Bức tượng bằng sợi nhựa cây được thiết kế bởi nghệ sĩ gốc Armenia Mihran Hakobyan, người đã tốt nghiệp từ Collegium Polonicum. Nó có giá khoảng 50.000 złotys (khoảng $ 13,5; 11,700 euro) và được chính quyền khu vực Słubice tài trợ.

## Lịch sử
Bức tượng đã được đề xuất vào khoảng năm 2010 bởi Krzysztof Wojciechowski, một giáo sư đại học và giám đốc của Collegium Polonicum ở Słubice. Wikipedia tiếng Ba Lan là một trang web phổ biến ở Ba Lan và, với hơn một triệu bài viết, Wikipedia lớn thứ 12 trên thế giới. Theo Piotr uczynski, phó thị trưởng, bức tượng "sẽ nêu bật tầm quan trọng của thị trấn như một trung tâm học thuật". Một đại diện của Wikimedia Polska tuyên bố rằng tổ chức này hy vọng rằng dự án này sẽ "nâng cao nhận thức về trang web và khuyến khích mọi người đóng góp." 
Nó được công bố vào ngày 22 tháng 10 năm 2014, tại Plac Frankfurcki, trở thành bức tượng đầu tiên của thế giới về bách khoa toàn thư trực tuyến. Các đại diện từ Wikimedia Foundation cũng như từ các chương Wikimedia ở Ba Lan và Đức (Wikimedia Polska và Wikimedia Deutschland, tương ứng) cũng đã tham dự buổi lễ khánh thành. Dariusz Jemielniak, giáo sư quản lý, nhà hoạt động Wikimedia và là tác giả của Kiến thức chung? Một dân tộc học của Wikipedia, đã mang đến địa chỉ lễ khai mạc.

## Dòng chữ
Với tượng đài này, công dân của Słubice muốn bày tỏ lòng tôn kính với hàng ngàn biên tập viên ẩn danh trên toàn thế giới, những người đã đóng góp tự nguyện cho việc tạo ra Wikipedia, dự án lớn nhất do mọi người đồng sáng lập bất kể biên giới chính trị, tôn giáo hay văn hóa. Trong năm, tượng đài này được Wikipedia công bố có hơn 280 ngôn ngữ và chứa khoảng 30 triệu bài viết. Các nhà hảo tâm đằng sau tượng đài này cảm thấy chắc chắn rằng với Wikipedia là một trong những trụ cột của nó, xã hội tri thức sẽ có thể đóng góp cho sự phát triển bền vững của nền văn minh, công bằng xã hội và hòa bình giữa các quốc gia. 

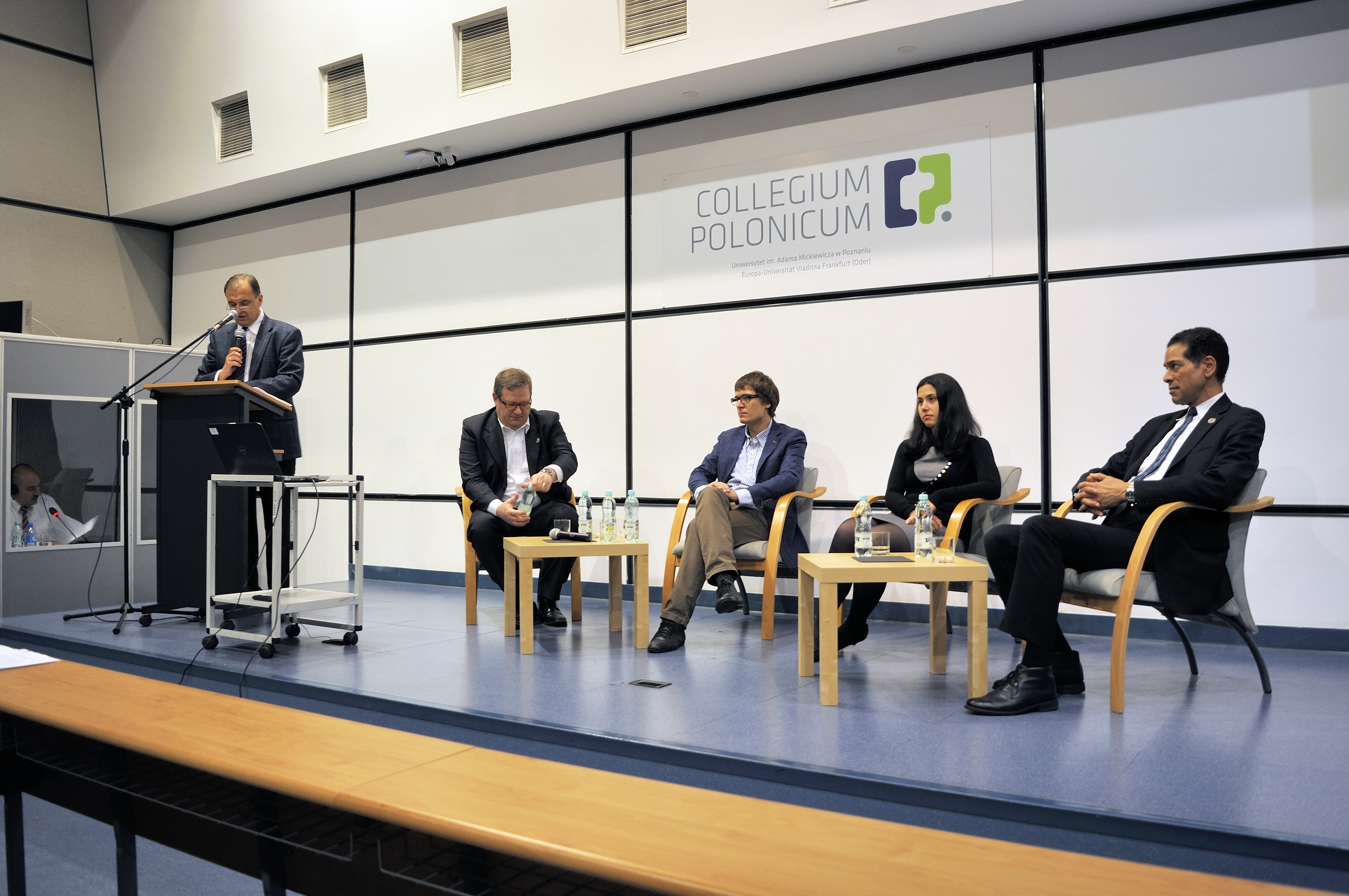
Hội thảo chuyên đề tại Collegium Polonicum
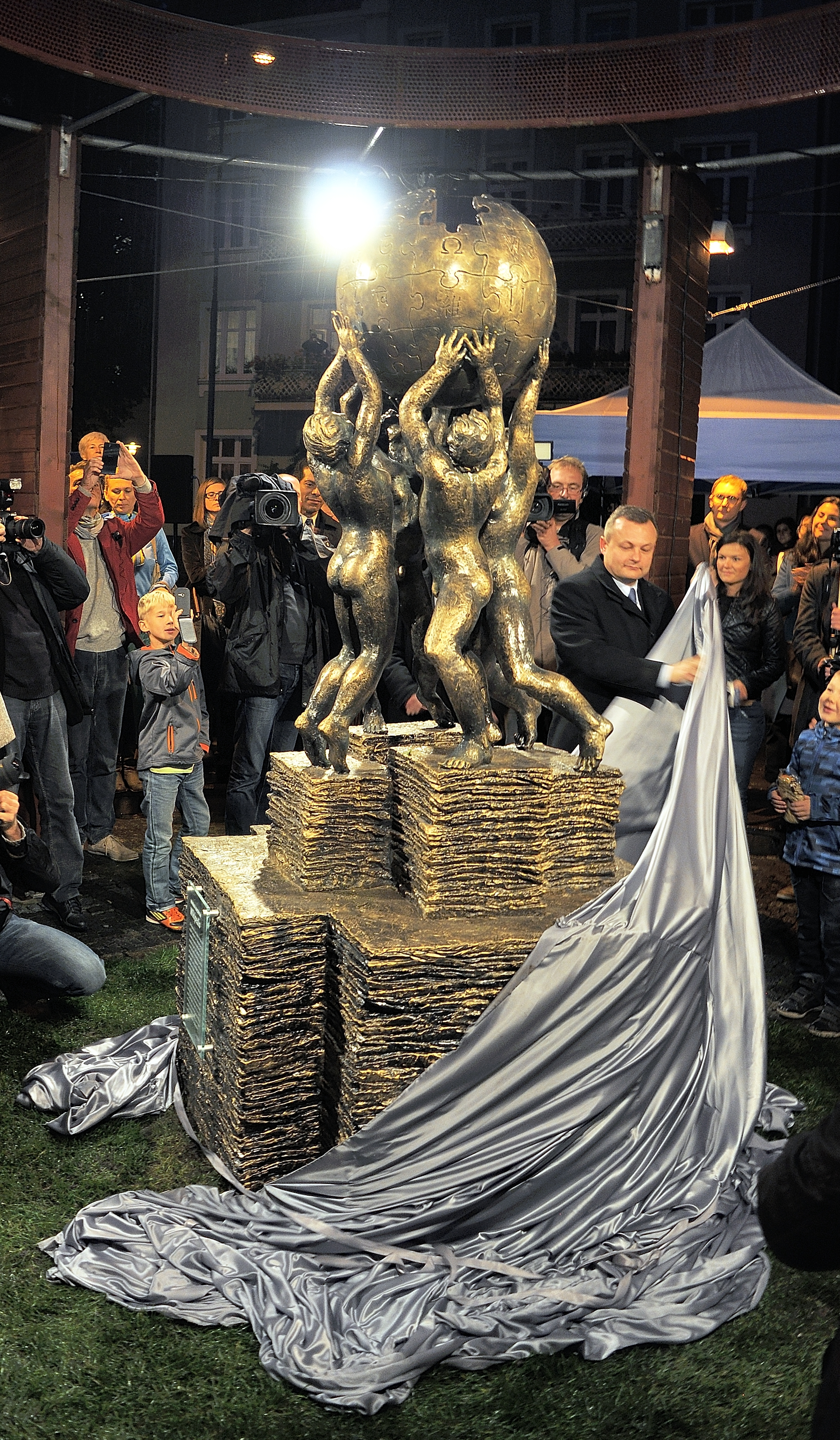
Ra mắt Đài tưởng niệm Wikipedia
- Video công bố
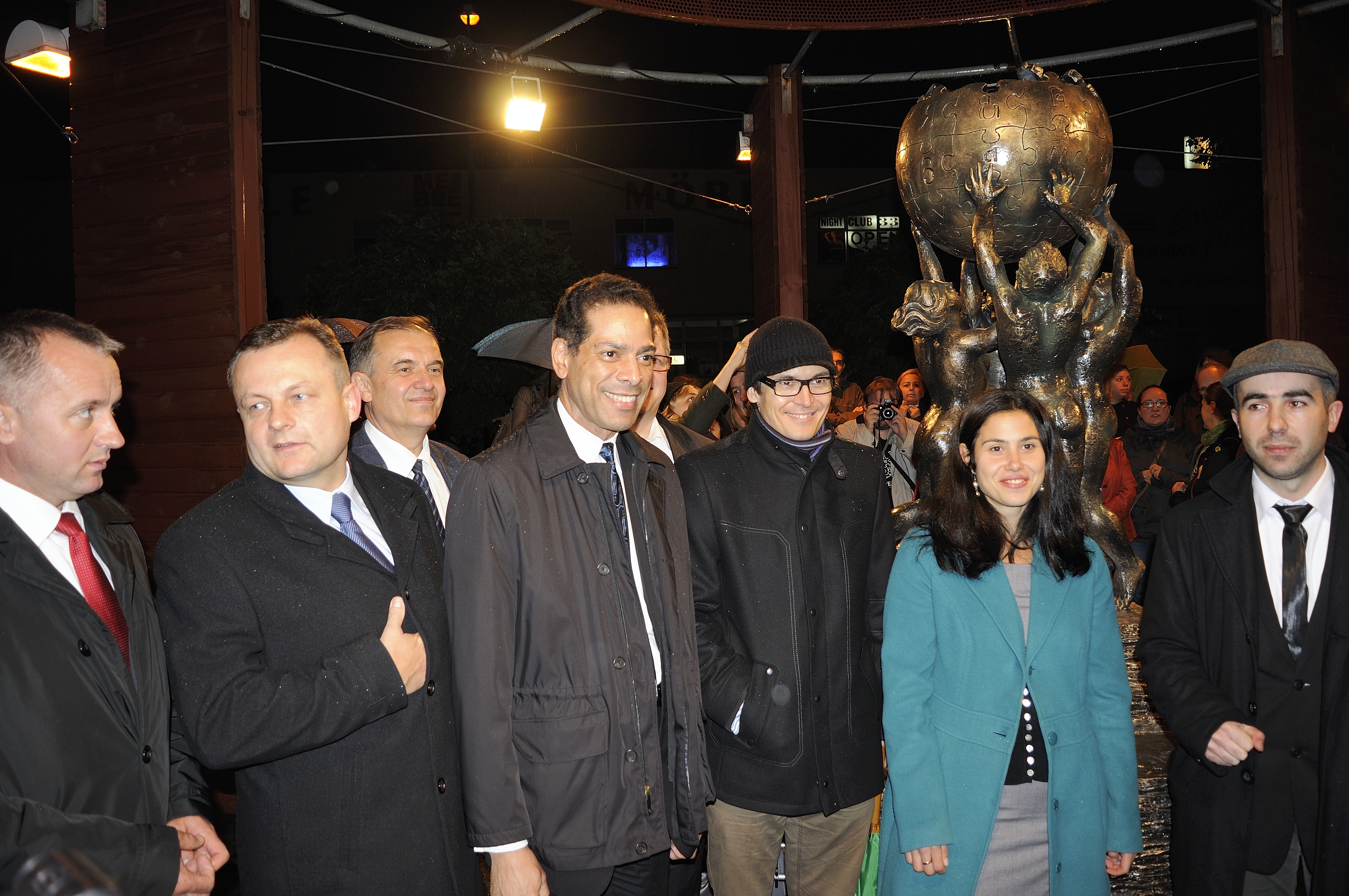
Đại diện và người chịu trách nhiệm tại buổi ra mắt
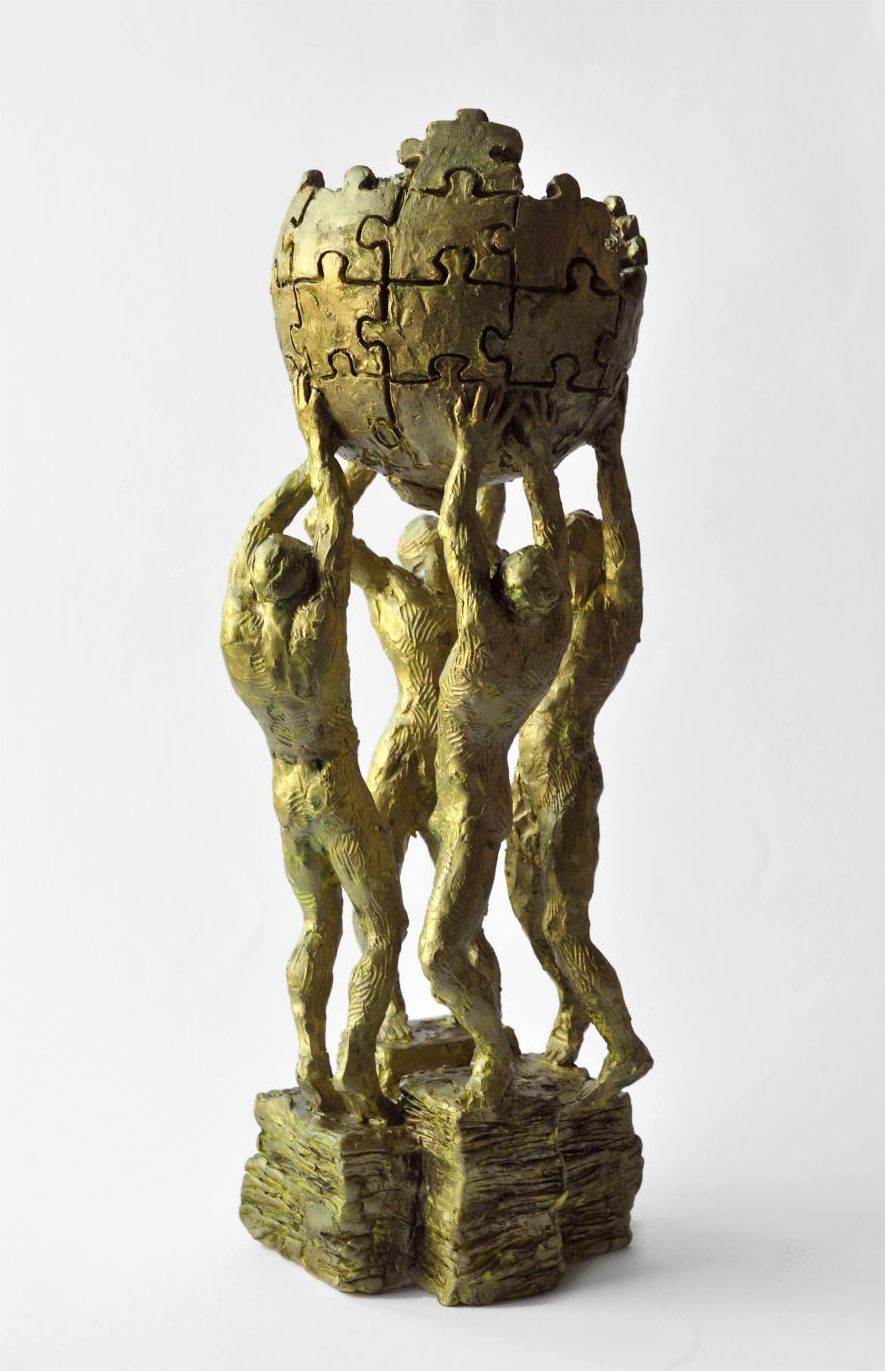
Mô hình cho điêu khắc
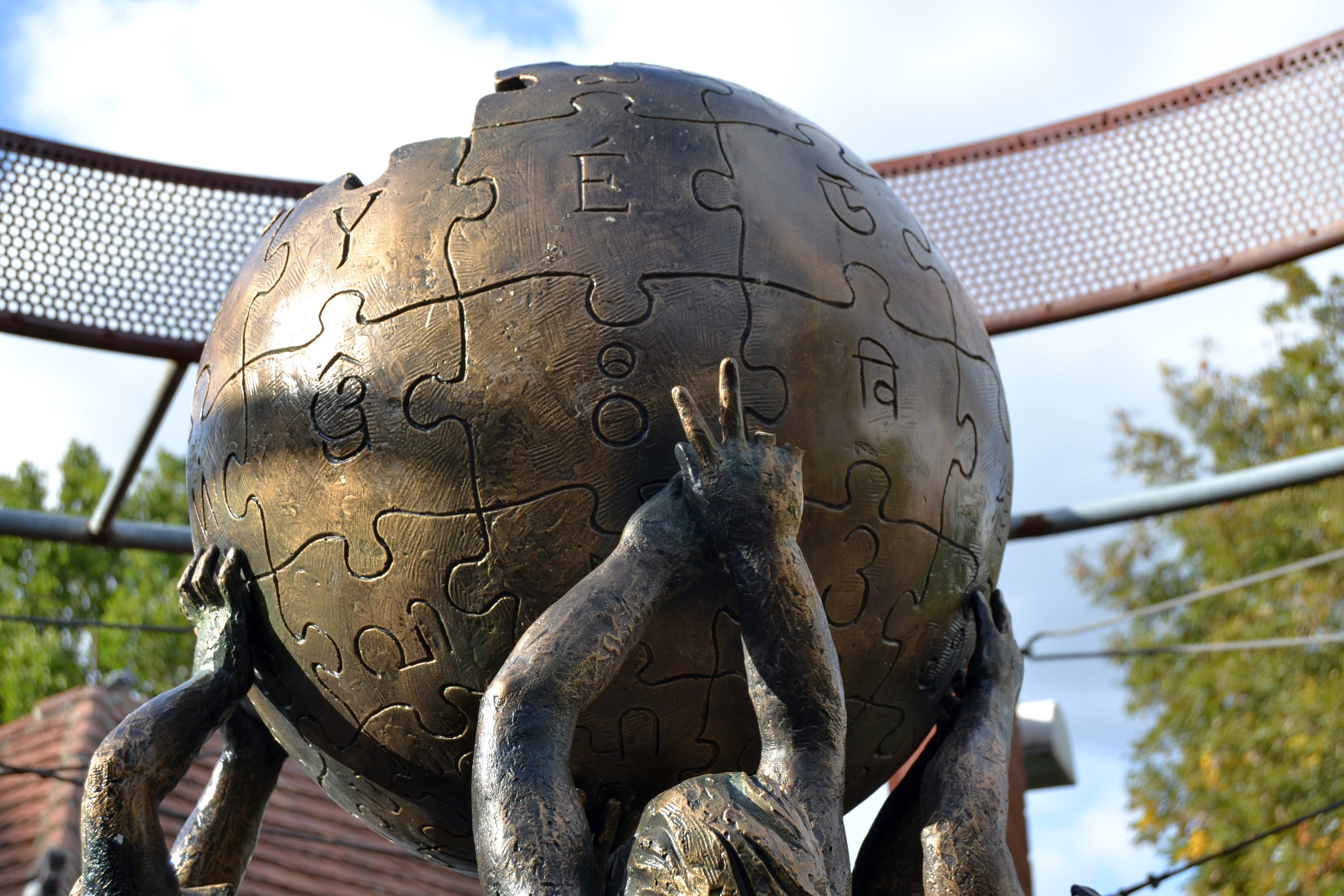
Sự phá hủy có thể nhìn thấy trên các ngón tay của di tích, điều kiện tháng 9 năm 2019

## Tuyên bố từ Jimmy Wales
Khi Wikipedia bắt đầu trở lại vào năm 2001, tôi phải nói rằng tôi chưa bao giờ tưởng tượng được một ngày Wikipedia sẽ được vinh danh với một tượng đài  –  chúng tôi viết về chúng, chúng tôi chụp ảnh chúng với cuộc thi Wiki Loves Monument của chính chúng ta. Đó là một ngày thực sự đặc biệt và thú vị, và một ngày mà tôi hy vọng sẽ làm sáng tỏ hàng ngàn Wik Wikian, những người chỉnh sửa Wikipedia và biến nó thành nguồn kiến thức miễn phí mà nó có được. Tôi mong muốn được đến thăm Słubice một ngày để xem tượng đài cho chính mình và có lẽ gặp một số người tham gia vào dự án.— Jimmy Wales, đồng sáng lập Wikipedia, nhân dịp công bố